# Monmouth Street
Monmouth Street est une rue de la ville de Londres.

## Situation et accès

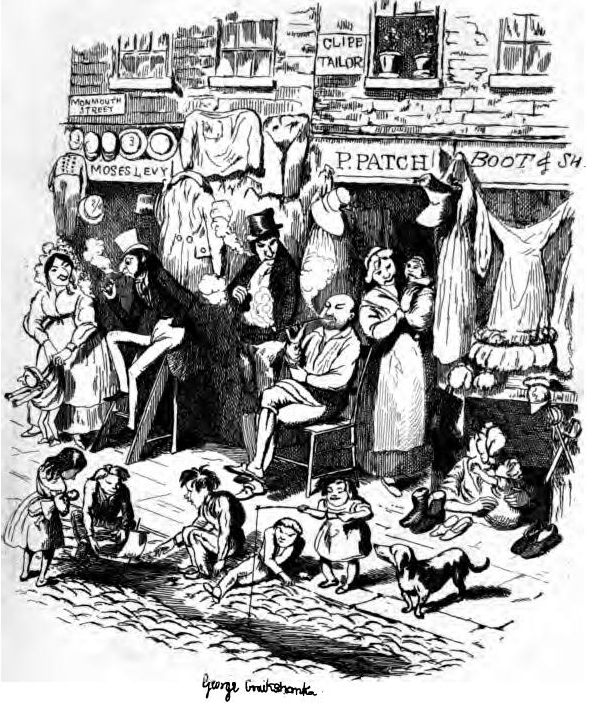
Monmouth Street, George Cruikshank, vers 1836.

La rue Monmouth, située dans le quartier de Covent Garden, s'étend du nord au sud, de Shaftesbury Avenue jusqu'à un carrefour avec Tower Street et Shelton Street. À mi-chemin, elle traverse le rond-point Seven Dials, où elle croise les rues Mercer Street, Earlham Street et Short's Gardens.

## Origine du nom
Le nom de la rue évoque le souvenir du comte de Monmouth.

## Historique
À l'origine, la rue commençait à l'actuelle Charing Cross Road et se terminait à l'actuelle St Giles High Street. Elle disparut avec la construction de Shaftesbury Avenue vers le fin du XIXe siècle. La rue se compose alors de deux sections distinctes : la partie comprise entre Shaftesbury Avenue et Seven Dials, nommée Great St Andrew's Street (« Grande rue Saint-André »), et la partie comprise entre Seven Dials et Tower Street, appelée Little St Andrew's Street (« Petite rue Saint-André »). Dans les années 1930, les deux sections sont réunies sous le seul et même nom de Monmouth Street pour évoquer le souvenir de l'ancienne rue disparue.

## Bâtiments remarquables et lieux de mémoire

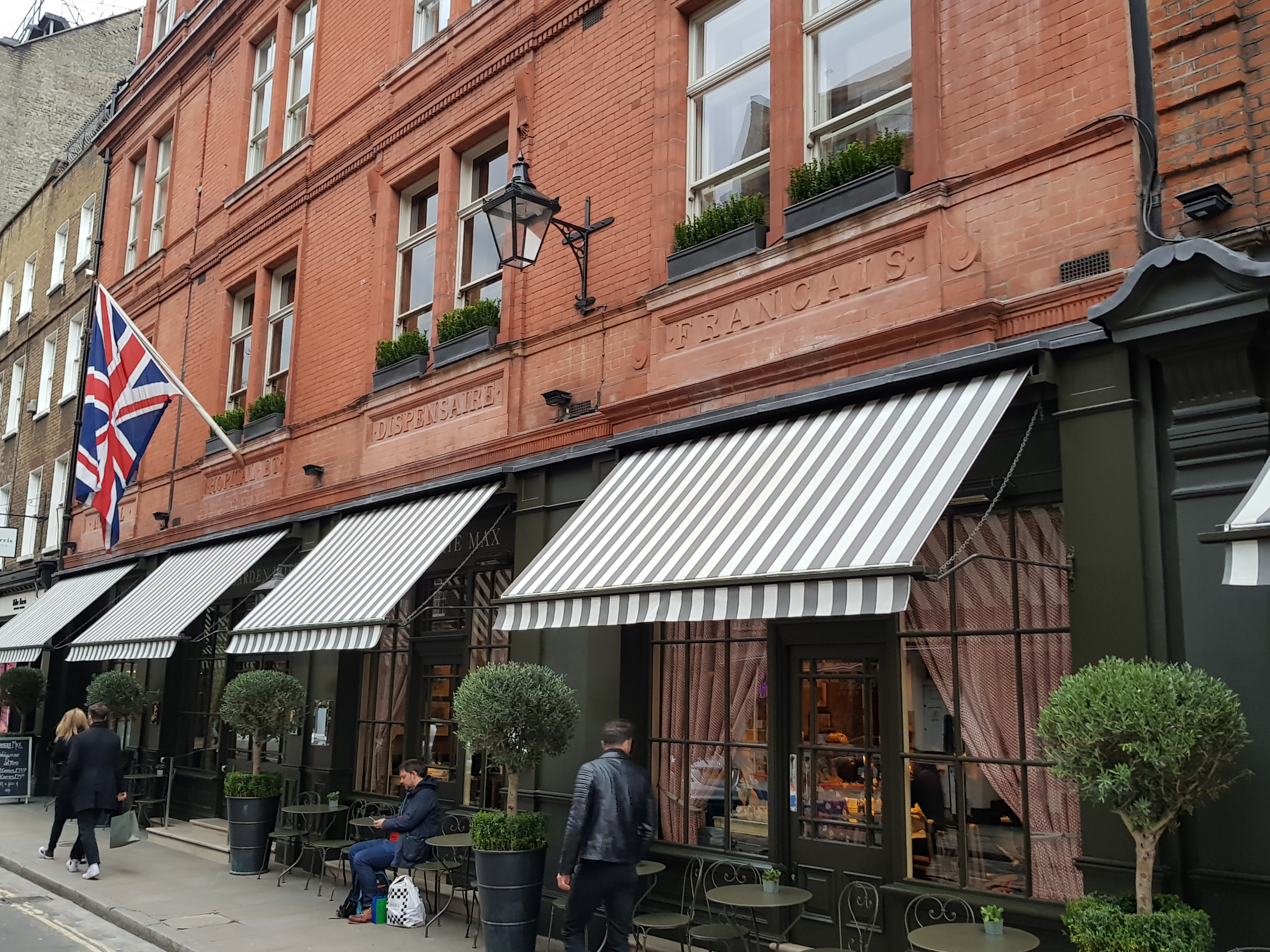
Ancienne annexe de l'hôpital français ; aujourd'hui : hôtel de luxe.

- No 10 : hôtel de luxe « The Covent Garden » dans un bâtiment portant l’inscription « NOUVEL HOPITAL ET DISPENSAIRE FRANCAIS » ;
- No 15 : entrée de Neal’s Yard ;
- No 43 : pub « The Crown », datant de 1833 ;
- No 67 : ancienne sellerie dont la façade porte la mention “Établi en 1847”.

### Dans la littérature
- Réflexions sur Monmouth Street, Esquisses de Boz, Charles Dickens, 1836.